# Okręty podwodne typu VIID
Okręty podwodne typu VIID – typ niemieckich podwodnych stawiaczy min. Jednostki te stanowiły wariant projektu VIIC, do którego dodano dodatkową sekcję za kioskiem mieszczącą 5 pionowych wyrzutni min.

## Udział w drugiej wojnie światowej
Trawler "Le Tiger" zatopił U-215 na wschód od Bostonu 3 lipca 1942, 31 lipca na wschód od Azorów brytyjskie slupy zatopiły U-213, a 20 października na południowy wschód od Irlandii U-216 został zatopiony w ataku lotniczym. 5 czerwca 1043 roku samolot z lotniskowca eskortowego "Bogue" zatopił U-217, zaś 26 lipca 1944 roku fregata "Cooke" zatopiła U-214 w kanale La Manche. W maju 1945 roku U-218 poddał się aliantom, a następnie został zatopiony podczas operacji Deadlight.